# Iolo Morganwg
Iolo Morganwg, alias Edward Williams (10. marts 1747 – 18. december 1826) var en walisisk kender af walisisk kultur, digter, samler og litterær falskner.
Han blev i sin samtid regnet for den vigtigste samler af og ekspert på middelalderlig walisisk litteratur, men efter hans død kom det frem, at en hel del at hans materiale var forfalskninger. Uanset dette har han haft betydelig indflydelse på walisisk kultur, især via sit initiativ til Gorsedd, der er en slags samfund, der har til formål at overlevere bardekunsten. Hans kunstnernavn, Iolo Morganwg, betyder egentlig "Iolo af Glamorgan", hvor "Iolo" er kaldenavn i den walisiske udgave af Edward, mens "Morganwg" er er det walisiske navn på Glamorgan.